# Terry Duguid
Pour les articles homonymes, voir Duguid.
Terry Duguid, né en 1954 ou 1955 à Winnipeg, est un homme politique canadien.
Conseiller municipal à Winnipeg de 1989 à 1995, il est le député de Winnipeg-Sud à la Chambre des communes depuis 2015.
De décembre 2024 à mars 2025, il est ministre des Sports et ministre responsable de Développement économique Canada pour les Prairies dans le gouvernement de Justin Trudeau, puis ministre de l'Environnement et du Changement climatique dans le gouvernement de Mark Carney du 14 mars 2025 au 13 mai 2025.

## Biographie
Né à Winnipeg, Terry Duguid est le fils de l'athlète de curling professionnel Don Duguid (en). Il est titulaire d'un baccalauréat en biologie et d'une maîtrise en sciences de l'environnement. Il participe à diverses activités d'éco-entreprise dans la région de Winnipeg, notamment en tant que président de Sustainable Development International et en tant que président de la Commission de l'environnement propre du Manitoba. Il est président et directeur général de la Gateway North Marketing Agency, qui est chargée d'assurer la survie du port de Churchill et de la ligne ferroviaire de la baie d'Hudson. Il est également le président fondateur du Centre international des maladies infectieuses, un organisme à but non lucratif créé après l’épidémie de SRAS pour soutenir et renforcer le mandat de l'Agence de la santé publique du Canada[réf. nécessaire].

### Engagement politique
Avant son entrée en politique, Duguid est un militant environnemental de longue date. Il est directeur général du Parti libéral du Manitoba dans les années 1980.
Il est membre du conseil municipal de Winnipeg de 1989 à 1995 pour les quartiers de Miles MacDonell (20 000 électeurs) et de North Kildonan (40 000 électeurs). Il est président du Comité des travaux publics. À ce poste, il contribue à créer le programme de recyclage des boîtes bleues de Winnipeg. Il démissionne de son poste de conseiller pour se présenter à la mairie de Winnipeg en 1995, mais la maire sortante, Susan Thompson, est réélue.

### Politique fédérale

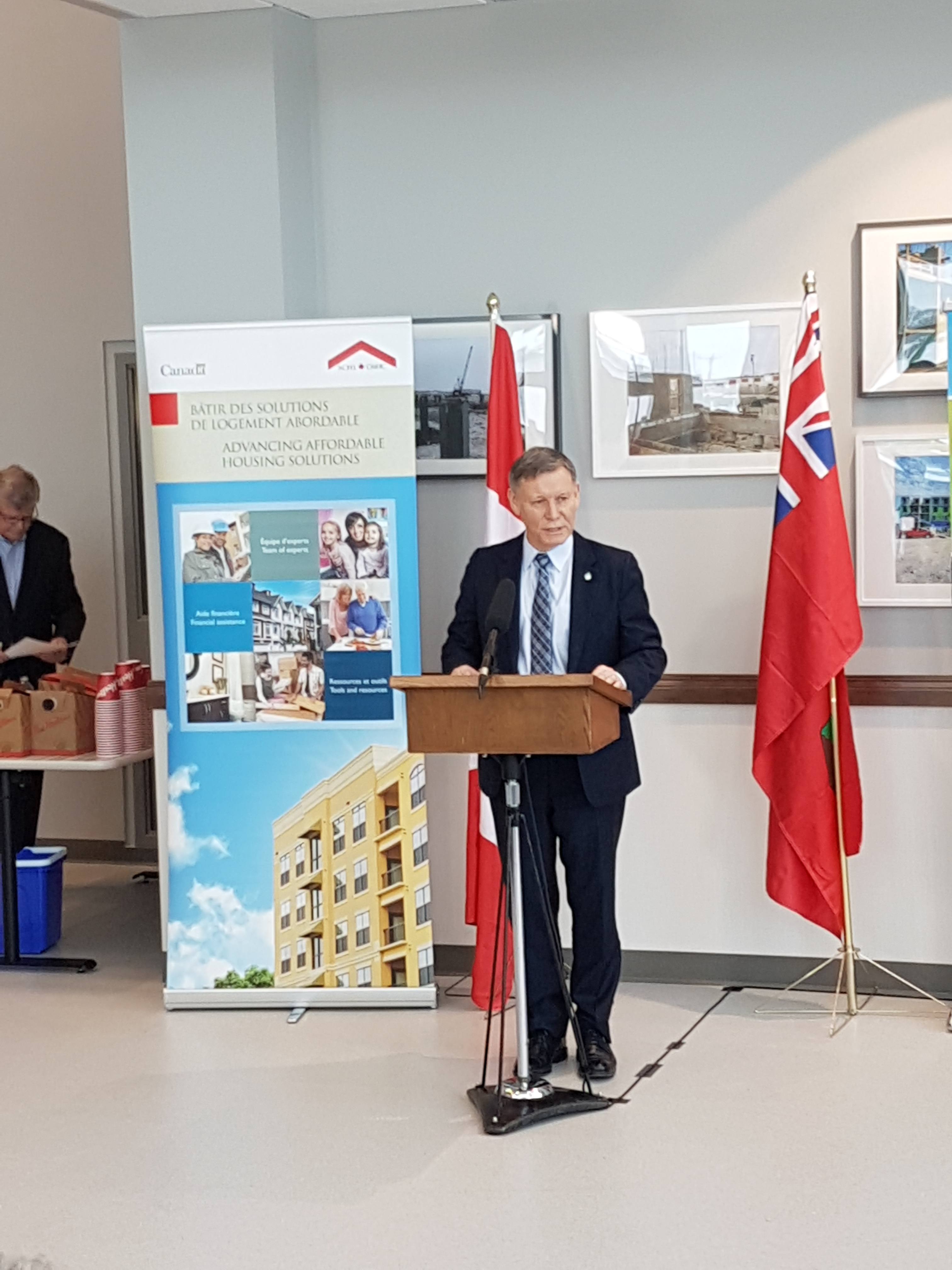
Duguid lors d'une annonce de financement de la SCHL en 2017 en tant que secrétaire parlementaire du ministre de la Famille, des Enfants et du Développement social.

Lors des élections fédérales canadiennes de 2004, Duguid est candidat libéral dans la circonscription de Kildonan—St. Paul, au nord de Winnipeg. Duguid perd de justesse cette circonscription face à la candidate conservatrice Joy Smith. La circonscription était auparavant détenue par le député libéral Rey Pagtakhan, qui a choisi de se présenter dans une autre circonscription. Duguid se représente contre Smith en 2006, mais cette dernière est réélue.
Lors des élections fédérales canadiennes de 2011, il se présente cette fois dans la circonscription de Winnipeg-Sud. Il termine deuxième, derrière le conservateur sortant, Rod Bruinooge[réf. nécessaire].

#### Député de Winnipeg-Sud
Aux élections fédérales de 2015, Duguid est à nouveau candidat pour le Parti libéral du Canada dans Winnipeg-Sud. Les libéraux remportent l'élection et remplacent le gouvernement majoritaire conservateur par le leur, et Terry Duguid est élu député à la Chambre des communes. Il est nommé secrétaire parlementaire du ministre de la Famille, des Enfants et du Développement social, Jean-Yves Duclos. Duguid est ensuite nommé secrétaire parlementaire à la condition féminine le 28 janvier 2017, auprès de Maryam Monsef.
Il est vice-président de l'Association législative Canada-Chine. Il voyage avec des collègues multipartites de l'association pour une tournée de deux semaines à travers la Chine en août 2017. Duguid a également été membre et vice-président de l’Association parlementaire Canada-Afrique.
En novembre 2017, Duguid est nommé responsable gouvernemental des efforts de nettoyage du lac Winnipeg par Catherine McKenna, ministre de l'Environnement et du Changement climatique. Dans cette lutte, il consacre 25,7 millions de dollars de dépenses fédérales au Programme du bassin du lac Winnipeg pour lutter contre la prolifération d'algues toxiques. À partir du 3 décembre 2021, il est nommé secrétaire parlementaire du ministre de l'Environnement et du Changement climatique.
Défenseur de longue date des enjeux liés à l'eau potable, Duguid plaide avec succès en faveur de la création de l'Agence canadienne de l'eau et obtient que son siège social soit établi à Winnipeg.

#### Ministre
À l'occasion du remaniement de décembre 2024, Duguid est nommé ministre des Sports et ministre responsable de Développement économique Canada pour les Prairies dans le cabinet de Justin Trudeau.

## Résultats électoraux
|       | Candidat          | Parti        | # de voix | % des voix |
|       | Gordon Giesbrecht | Conservateur | +16 709,  | 34,67 %    |
|       | Terry Duguid      | Libéral      | +28 096,  | 58,29 %    |
|       | Brianne Goertzen  | NPD          | +02 404,  | 4,99 %     |
|       | Adam Smith        | Vert         | +00990,   | 2,05 %     |
| Total | Total             | Total        | 48 199    | 100 %      |

|       | Candidat          | Parti        | # de voix | % des voix |
|       | (x) Rod Bruinooge | Conservateur | +22 840,  | 52,24 %    |
|       | Terry Duguid      | Libéral      | +14 296,  | 32,7 %     |
|       | Dave Gaudreau     | NPD          | +05 693,  | 13,02 %    |
|       | Caitlin McIntyre  | Vert         | +00889,   | 2,03 %     |
| Total | Total             | Total        | 43 718    | 100 %      |